# 異義復言
同語異義復言法（どうごいぎふくげんほう、または異義復用法、英語：Antanaclasis）とは、単一の語をそれぞれ違った意味で繰り返す修辞技法のこと。語源はギリシャ語の「アンタナクラシス（antanáklasis）」（反射、反響）。同語異義復言法はありふれたタイプの駄洒落で、他のタイプの駄洒落同様に、スローガンの中によく見かける。
たとえば、ベンジャミン・フランクリンには、次のような言葉がある。
We must all hang together, or assuredly we shall all hang separately.
（我々は全員で団結(hang together)しなければならない。さもないと、我々は全員間違いなく別々に吊される(hang)だろう）